# Džun Mizutani
Džun Mizutani (水谷 隼, Mizutani Džun, * 9. června 1989) je bývalý japonský hráč stolního tenisu. Stal se nejmladším japonským národním šampionem ve věku 17 let. Jeho po sobě jdoucí tituly ve dvouhře na národních šampionátech v letech 2007 až 2011 z něj udělaly prvního muže, který tuto akci vyhrál pětkrát za sebou.
Poté, co na olympijských hrách v Riu v roce 2016 porazil Vladimira Samsonova o bronzovou medaili 4–1, získal svou první medaili ve dvouhře na třech hlavních mezinárodních turnajích. Byla to také první olympijská medaile ve stolním tenisu ve dvouhře pro Japonsko.
V roce 2022 ukončil profesionální kariéru.

## Kariéra

### 2021
V březnu hrál Džun Mizutani na turnaji WTT Star Contender na WTT Dauhá, ale v osmifinále ho porazil Ruwen Filus.
V červenci Mizutani a Mima Ito porazili ve smíšené čtyřhře Liu Shiwen a Xu Xin ve finále smíšené čtyřhry a staly se tak první nečínskou dvojicí, která vyhrála zlato na olympiádě ve stolním tenisu od roku 2004.
V roce 2022 oznámil konec kariéry.

## Osobní život
Mizutani se oženil se svou přítelkyní dne 22. listopadu 2013. Dne 14. října 2014 oznámil na svém blogu narození dcery.

## Kariérní záznamy

### Dvouhra
Ke dni 12. srpna 2016
- Olympiáda : osmifinále (2008),[4] osmifinále (2012), 3. místo (2016)
- Mistrovství světa : QF (2011, 2015).
- Mistrovství světa : 5. Záznam: 4. (2010, 2011, 2014, 2015).
- Vítěz ITTF World Tour (7): Korea Open 2009; Hungarian Open 2010; Kuwait Open, Japan Open 2012, Slovenia Open, Australian Open, Polish Open 2016. 2. místo (4): Japan Open 2010; Japan Open 2011; Japan Open 2014; Austrian Open 2015.
- ITTF World Tour Grand Finals : vítěz (2010, 2014[5]).
- Asijské hry : SF (2010).
- Asijská mistrovství : QF (2009, 2012).
- Asijský pohár : 3. (2007, 2014, 2015).

### Mužská čtyřhra
- Mistrovství světa: SF (2009).
- Vítěz ITTF World Tour (2): Čína (Suzhou), Japan Open 2009. 2. místo (4): Chinese Taipei Open 2006; German, English Open 2009; Hungarian Open 2010.
- Asijské hry: QF (2006).
- Asijská mistrovství: SF (2007).

### Smíšená čtyřhra
- Mistrovství světa: 16. kolo (2009).
- Olympic: vítěz (2021)

### Družstva
- Olympiáda: 5. (2008, 2012), 2. (2016).
- Mistrovství světa: 3. (2008, 10, 12, 14), 2. (2016).
- Světový pohár družstev : 5. (2009).
- Asijské hry: SF (2010, 14).
- Asijská mistrovství: 2. (2007, 09, 12, 13).